# Сысоево (Дедовичский район)
Сысоево — деревня в Дедовичском районе Псковской области России. Входит в состав Пожеревицкой волости Дедовичского района.
Расположена на юго-западе района, в 33 км к юго-западу от райцентра посёлка Дедовичи и в 6 км к востоку от деревни Навережье.

## Население
Численность населения деревни по оценке на 2000 год составляла 19 жителей.

## История
До 1 января 2011 года деревня была в составе ныне упразднённой Навережской волости Дедовичского района.